# Tabele dekompresyjne
Tabele dekompresyjne, tablice dekompresyjne – ułożone w formie tabel instrukcje podające właściwe metody dekompresji (czas wynurzania oraz przystanki dekompresyjne) dla nurków przy zanurzeniu przekraczającym 12 metrów. Stosuje się także przy ratowaniu załóg zatopionych okrętów podwodnych oraz osób pracujących w kesonach lub korzystających z komór dekompresyjnych.
Mając dane ciśnienie działające na nurka (zależne od głębokości), czas przebywania pod ciśnieniem oraz skład mieszanki oddechowej (powietrze, mieszanki specjalne) w tablicach odnajduje się głębokość (ciśnienie) stacji dekompresyjnych oraz czas przebywania na nich.
Obecnie zastępowane przez komputery nurkowe.